# Wurstbrunnenbach (Neckar)
Der Wurstbrunnenbach  ist ein etwa 2 km langer, westlicher und linker Zufluss des Neckars im baden-württembergischen Landkreis Rottweil.

## Geographie

### Verlauf
Der Wurstbrunnenbach entspringt westlich von Epfendorf im Langental aus mehreren Quellen, von denen die am weitesten von der Mündung entfernte der Eichbrunnen ist, der auf einer Höhe von ca. 623 m ü. NHN entspringt. Der Bach fließt in östliche Richtung durch das waldbestandene Langental. Im Gewann Wurstbronnen, in welchem sich heute das Betriebsgelände des Steinbruchs befindet, zweigt ein überwiegend unterirdisch verlaufender Mühlkanal nach links ab. Dort befindet sich auch die namensgebende Karstquelle Wurstbrunnen, die heute als Trinkwasserbrunnen gefasst ist und Epfendorf und vom Zweckverband Wasserversorgungsgruppe Kleiner Heuberg bewirtschaftet wird. Ab dem Abzweig ist auch der Bach selbst auf etwa 350 Metern verdolt. Weiter bachabwärts fließt der Wurstbrunnenbach zunächst am südlichen Ortsrand von Epfendorf entlang und ab der Unterquerung der Bösinger Straße dann durchs Ortszentrum. Dort zweigen zwei weitere Mühlkanäle ab. Der Bach unterquert in der Dorfmitte die Landesstraße 424, am östlichen Ortsrand die Bahnstrecke Plochingen–Immendingen und mündet kurz darauf von links und Westen auf einer Höhe von 481 m ü. NHN in den Neckar.
Der 2 km lange Lauf des Wurstbrunnenbachs endet etwa 142 Höhenmeter unterhalb seiner Quelle, er hat somit ein mittleres Sohlgefälle von etwa 70 ‰.

### Einzugsgebiet
Das Einzugsgebiet ist rund 11,6 km² groß und gehört naturräumlich gesehen größtenteils zu den Oberen Gäuen. Es reicht im Westen weit über das Quellgebiet des Bachs hinaus. Sein mit etwa 712 m ü. NHN höchster Punkt liegt im Westen auf dem Hummelbühl auf der Gemarkung von Schramberg-Waldmössingen.
Es grenzt im Osten an das Einzugsgebiet des Neckars und kleinerer Neckar-Zuflüsse, im Norden an das des Schäppeleswaldgrabens und des Langensteigbachs, im Westen an das des Heimbachs und das der Eschach und im Süden an das des Bendelbachs. Alle umliegenden Einzugsgebiete entwässern ebenfalls zum Neckar, wobei die Eschach weit flussaufwärts mündet und der Heimbach über die Glatt weit flussabwärts entwässert.

## Geologie
Im Untergrund des Einzugsgebietes liegt Muschelkalk, meist Oberer Muschelkalk. Im Westen nimmt dessen Trigonodusdolomit weite Flächen ein, in dem schon früh trockene Talrinnen beginnen. Weiter nach Osten zu tragen die Seitenhügel oft Bedeckung aus Lettenkeuper (Erfurt-Formation) oder darüber noch Lösssediment aus quartärer Ablagerung. Der Eichbrunnen entspringt im Übergangsbereich zwischen Lettenkeuper und Oberem Muschelkalk, der letzte reicht auf dem Grund der Talrinne bis an den Ortsanfang von Epfendorf. Ab dort läuft der Bach bis zur Mündung in Schichthöhe des Mittleren Muschelkalks. Im Ortsbereich hat der Bach darüber teilweise im Holozän Kalksinter abgelagert und flussnah einen Schwemmlandkegel.

## Naturschutz
Der Oberlauf des Wurstbrunnenbachs fließt durch das FFH-Gebiet Neckartal zwischen Rottweil und Sulz und das Landschaftsschutzgebiet Neckartal mit Seitentälern von Rottweil bis Aistaig. Die Quellen im Langental und der ortsnahe Abschnitt im Gewann Straubental stehen unter Biotopschutz.

### LUBW
Amtliche Online-Gewässerkarte mit passendem Ausschnitt und den hier benutzten Layern: Lauf und Einzugsgebiet des Wurstbrunnenbachs

Allgemeiner Einstieg ohne Voreinstellungen und Layer: Daten- und Kartendienst der Landesanstalt für Umwelt Baden-Württemberg (LUBW) (Hinweise)
1. 1 2 3  Höhe ermittelt über WPS-Prozess (Geländehöhe).
2. ↑  Länge nach dem Layer Gewässernetz (AWGN).
3. ↑  Einzugsgebiet nach dem Layer Basiseinzugsgebiet (AWGN).

### Andere Belege
1. ↑  Epfendorf. In: Karl Eduard Paulus (Hrsg.): Beschreibung des Oberamts Oberndorf (= Die Württembergischen Oberamtsbeschreibungen 1824–1886. Band 50). H. Lindemann, Stuttgart 1868 (Volltext [Wikisource]).
2. ↑  Friedrich Huttenlocher: Geographische Landesaufnahme: Die naturräumlichen Einheiten auf Blatt 178 Sigmaringen. Bundesanstalt für Landeskunde, Bad Godesberg 1959. → Online-Karte (PDF; 4,3 MB)
3. ↑  Geologie nach den Layern zu Geologische Karte 1:50.000 auf: Mapserver des Landesamtes für Geologie, Rohstoffe und Bergbau (LGRB) (Hinweise)